# 熱血!!タイガーススタジアム
『熱血!!タイガーススタジアム』（ねっけつ!!タイガーススタジアム）は、MBSラジオで放送していたスポーツバラエティー番組。平日のタイトルは「太田幸司の熱血!!タイガーススタジアム」。

## 概要
1981年のシーズンオフから放送を始めたMBSプロ野球ナウがそのルーツとされている。開始当初は工藤恭造（声優・フリーアナ。関西中心に活動）→三好俊行（当時・MBSアナウンサー）が司会を担当した15分番組で、プロ野球オフシーズンの話題を中心に、スタジオやスポーツニッポン新聞社、NRN系列ラジオ局からのレポートを交えて紹介していた（野球シーズン中はJRN、NRN双方からのネット受けを行うが、シーズンオフはNRN（東京はニッポン放送）との提携のみとなっていた）。
1984年から「太田幸司のスポーツ・ナウ」（土日は後に福間納や亀山努が担当で番組名も異なる）と改め、プロ野球以外のスポーツの話題にも積極的に取り組んで取材をするようになる。2003年にナイター中継のタイトルが「MBSタイガースナイター」に改められてから、この番組もタイガース情報に特化し「太田幸司の熱血!!タイガーススタジアム」と改める。野球シーズン中もナイター中継の有無関係なしに試合開始前のフィラー番組として放送されている（但し2002年までは「プレイボール　太田幸司です。」（これも土日は担当が異なる）のナイター中継内の一コーナーであった）。
放送時間は1992年頃までは18:50までだったが、それ以降は後続の番組の聴取率が伸び悩んでいた関係で毎年放送時間が異なっている。また月曜日、金曜日は年度によっては放送されない年もあった。　
なお、土曜日は17：45開始であり、同時間帯に放送されているウィークエンドネットワークは西靖&桜井一枝のわくわく土曜リクエスト内での企画ネット（自社制作）となる。
ナイターシーズン中の試合のない日（主に月曜）とシーズンオフの番組表の上でのタイトルはスペースの関係（ラジオ欄の番組表は1行で最大9文字まで）で「大田のタイガース」としか掲載されていない。
2009年春改編で『ノムラでノムラだ♪』の放送時間が変更されるのに伴い、同年4月2日をもって終了した。同番組は『ノムラでノムラだ♪ EXトラ』と改題し、スポーツ情報は同番組に内包される。

## 放送日時
- 2006年ナイターオフ
  - 月曜日・・・17:25-18:00
  - 火曜日～金曜日・・・17:25-18:15
- 2007・2008年度ナイターシーズン
  - 月曜日17:25-18:00
  - 火曜日-金曜日17:25-ナイターの試合開始直前
  - 土曜日・日曜日17:45-ナイターの試合開始直前
- 2007・2008年度シーズンオフ
  - 月曜日17:25-18:00
  - 火曜日から金曜日17:25-18:30

## 出演者
2006年度ナイターオフ
- パーソナリティ 太田幸司（MBS野球解説者）
- パートナー 豊永真琴（月・水・金曜）、川畑亜紀（火・木曜、金曜…中継）
- コメンテーター

原則としてMBS解説者とアナウンサー（月曜はアナウンサーのみ）が担当
月曜 赤木誠
火曜 佐々木恭介、森本栄浩
水曜 八木裕、安藤統男、近藤亨
木曜 一枝修平、井上雅雄
金曜 亀山つとむ、仙田和吉
- とことん!!タイガース担当　唐渡吉則

2007年度ナイターシーズン
- パーソナリティー
  - 平日 太田幸司（月～金）・豊永真琴（月・金）・三瓶京子（火・水・木、川畑亜紀産休中につき6月から担当。）
  - 土曜　豊永真琴・西靖・桜井一枝（西靖&桜井一枝のわくわく土曜リクエストから）
    - わくわく-が本社以外から放送の場合、白川と豊永のみで進行する。

  - 日曜　上泉雄一・水野麗奈（上泉雄一の日曜スポーツ宣言!から）
    - 初期は豊永も出演していたが、その後出演しなくなり、本編のみ出演。スポ宣が本社以外から放送の場合、そこからこの番組を放送し、白川は出演しない。

  - とことん!!タイガース担当　唐渡吉則（平日）、白川悟実（$10、土日）

2007年度ナイターオフ
- パーソナリティー 太田幸司
- パートナー 豊永真琴（月・金）、三瓶京子（火-木。金曜は中継担当）

2008年度ナイターシーズン
- パーソナリティー
  - 平日 太田幸司（月～金）、豊永真琴（月・金）、三瓶京子（火・水・木）
  - 土曜 豊永真琴・西靖・桜井一枝
    - わくわく-が本社以外から放送の場合、白川と豊永のみで進行する。

  - 日曜 豊永真琴
- どどんと行こうぜ!タイガース担当　唐渡吉則（平日）、$10（土・日、どちらか一人が出演）

## 主なコーナー

### 月曜日-金曜日
- 17:25オープニング→各曜日の出演者の挨拶→今日の主な番組構成
- 17:27頃～17:29頃タイガース一番のり!（今日ここまでに入っている阪神タイガースの最新情報）

以降はナイターシーズン（MBSタイガースナイタースペシャル放送時も含む）とナイターオフでは順番が異なる。
ナイターシーズン中
- ミスター虎唐渡吉則のとことん!!タイガース（阪神百貨店・ファイン・大宝グループほか提供。なお阪神百貨店は2007年12月限りで降板）
- ラジオショッピング
- ほっとインフォメーション（CMのみネット）
  - ナイターシーズン中はこの後の「MBSタイガースナイター」の中継カードの見所について中継カードの解説者と実況アナウンサーが展望する。
- トラトラリスナー伝言板（さくらタクシーが隔日で提供。）
- 吉野家プレゼンツ 独占!メジャーリーグTODAY GOGO松井秀喜（ニッポン放送製作、「高嶋ひでたけの特ダネラジオ 夕焼けホットライン」に内包されているものと同内容）
- エンディング→パートナーが「この後のMBSタイガースナイターは（スポンサー名）の提供で（試合開催球場またはドーム）の阪神タイガース対（対戦相手チーム）の○○回戦を解説（制作局）～さん、※、実況（制作局）～アナウンサーで試合終了までお送りします。」と言う

MBS制作の場合、※には「○塁側タイガースリポーターはMBS～アナウンサー」と入る。
ナイターオフシーズン中
- ほっとインフォメーション
  - ナイターオフ期間中はTBSラジオ発の内容と同じく今日ここまでに入ってきた最新のスポーツニュースをまとめて伝えた後、各曜日のコメンテーターとひとつのニュースについて解説をする。
- ラジオショッピング
- ミスター虎唐渡吉則のどどーんといこうぜ!タイガース
  - オフ期間中は日替わり構成。
- スズキアリーナ夕焼け応援団（ニッポン放送発のNRN東名阪ネット番組。）
  - 火曜日～金曜日の放送（月曜日は「いざ行け!八木裕」番組内で放送）。各曜日のコメンテーターがプロ野球について鋭く斬っていく。金曜日のみスズキアリーナ店からの中継クイズコーナー。（11月～3月のみ）

※2007年10月29日と11月2日～11月30日の火曜～金曜は、この直後に野球日本代表応援コーナー（新日本石油提供）が挿入される（月曜日は「いざゆけ!八木裕!」番組内で放送(ただし、10月29日を除く)。番組はニッポン放送スポーツ部制作だが、一部内容を自社制作）。
- トラトラリスナー伝言板
- エンディング
  - 「それではまた明日（金曜日の場合はまた来週月曜日）までさようなら！」と言って次の番組へSBなしで引き継ぐ。（月曜日のみSB・スジャータの時報をはさむ）

### 土・日曜日
2007年シーズン
- とことんタイガース
  - 阪神の情報を伝える。MBS制作のナイターの場合は、解説者と実況アナウンサーに、デーゲームの場合は、リポートアナウンサーか実況アナウンサーに中継を繋ぐ時がある。
- （土曜日のみ）エンディング。白川が「西さん、桜井さん、ありがとうございました。このあとは、（試合開催球場）のタイガース対(対戦相手)の模様をお伝えします。」と締める。
- （日曜日のみ）上泉雄一の日曜スポーツ宣言!のシメ。

- この後、CMをはさみ、タイガースナイターのジングルが流れた後、豊永があいさつ→フリートーク→「この後のMBSタイガースナイターは（スポンサー名）の提供で（試合開催球場またはドーム）の（対戦カード）の○○回戦を解説（制作局）～さん、※、実況（制作局）～アナウンサーで試合終了までお送りします。」と言う。

MBS制作の場合、※には「○塁側タイガース（バファローズ）リポーターはMBS～アナウンサー」と入る。

## 関連する番組
- いざゆけ!八木裕!
- 亀山つとむのサタスポ!
- 上泉雄一の日曜スポーツ宣言!